# كوينز بارك (محطة مترو أنفاق لندن)
كوينز بارك (بالإنجليزية: Queen's Park)‏ هي إحدى محطات مترو أنفاق لندن. تقع على خط بيكرلو أفتتحت في المنطقة (Zone) رقم 2 أفتتحت في 2 يونيو 1879، 11 فبراير 1915. 